# مارك ستيوارت (دراج)
مارك ستيوارت (بالإنجليزية: Mark Stewart) هو دراج بريطاني، ولد في 25 أغسطس 1995 في دندي في المملكة المتحدة.

## وصلات خارجية
- مارك ستيوارت على موقع الاتحاد الدولي للدراجات (الإنجليزية)
- مارك ستيوارت على موقع أرشيف الدراجات (الإنجليزية)
- مارك ستيوارت على موقع إحصائيات الدراجات الإحترافية (الإنجليزية)
- مارك ستيوارت على موقع نسبة الدراجات (الإنجليزية)
- مارك ستيوارت على موقع CycleBase (الإنجليزية)